# Ліски (ботанічний заказник)
45°26′25″ пн. ш. 29°34′15″ сх. д. / 45.44028° пн. ш. 29.57083° сх. д.
Ліски — ботанічний заказник місцевого значення, розташований у Ізмаїльському районі Одеської області поблизу міста Вилкове. Площа заказника — 107,00 га.
Заказник створено у кварталі 7 Вілківського лісництва Ізмаїльського держлісгоспу, для охорони ґрунтозахисних лісонасаджень на рухливих пісках, в яких зустрічаються види рослин, занесені до Червоної книги України, та ростуть зарості обліпихи. Зараз заказник адміністративно підпорядкований Дунайському біосферному заповіднику. За даними державного лісовпорядкування всі ділянки кварталу 7 (№ 1-15) засаджені деревними породами, основними з яких є сосна кримська, тополя, обліпиха, галявин на території кварталу немає..
Заказник створено у 1978 р. за рішенням облвиконкому від 29.12.78 р. № 742, перезатверджено рішенням облради від 01.10.93 р. № 496-ХХІ..